# Großmürbisch
Großmürbisch è un comune austriaco di 245 abitanti nel distretto di Güssing, in Burgenland.